# 鑽石嶺 (阿拉斯加州)
鑽石嶺（英語：Diamond Ridge）是位於美國阿拉斯加州基奈半島自治市鎮的一個非建制地區和人口普查指定地區。根據2010年美國人口普查，該地人口為1156人，而該地的面積約為123.50平方千米。

## 地理
鑽石嶺的座標為59°39′55″N 151°34′15″W / 59.66528°N 151.57083°W，而該地的平均海拔高度為323米（即1060英尺）。